# Lady Chatterley's Lover (película de 2022)
Lady Chatterley's Lover (en español, El amante de Lady Chatterley) es una película estadounidense-británica de género drama romántico (véase infidelidad) de 2022, dirigida por Laure de Clermont-Tonnerre a partir de un guion de David Magee, basado en la novela homónima de D. H. Lawrence, con las actuaciones de Emma Corrin y Jack O'Connell. Se estrenó en un número limitado de salas de cine el 25 de noviembre del 2022, antes de su distribución en línea, a partir del 2 de diciembre del mismo año, a través de Netflix.

## Argumento
La joven Constance (Connie) Reid, educada en una familia poco convencional, ha tenido algunos romances y ahora va a casarse con sir Clifford Chatterley, un baronet que vuelve a irse a la guerra (la Primera Guerra Mundial) inmediatamente después de que se consuma el matrimonio. Convertirse en Lady Chatterley significa un cambio enorme para Connie. Después de haber vivido en Londres con su hermana Hilda, su nuevo hogar serán las enormes propiedades de Lord Chatterley. Clifford regresa entonces de la guerra con parálisis de la cintura para abajo, así que necesita atención de tiempo completo. Connie lo ama, y no pone objeción alguna al atenderlo, tiempo completo. Sin embargo, él ya no podrá tener sexo con ella, y el amor y el interés se van desvaneciendo. Clifford desea un heredero, y le sugiere a Connie que encuentre a alguien de su clase con quien pueda quedar embarazada, sin que haya vínculo amoroso alguno. Connie, devastada y dolida por falta de afecto y contacto, busca a Hilda quien, al ver lo decaída que se encuentra su hermana, contrata a la señora Bolton para que sea ella quien cuide a Clifford. Clifford le pide a Connie que busque a Oliver Mellors, el guardabosques, a revisar si ya nacieron los pollos de los faisanes, y ella, llena de curiosidad, se detiene a preguntarle sobre él a la vecina, una maestra. Se entera así que la esposa del guardabosques tuvo aventuras con otros hombres mientras él se fue a la guerra. Tomando como excusa el nacimiento de los faisanes para volver a ver a Oliver, bastan unas pocas palabras para que, con la amabilidad de Oliver, la relación entre ambos dé inicio. Connie toma la iniciativa, pero él está más consciente de las diferencias de clase que los separan. La aventura amorosa se vuelve tan intensa que las salidas de Connie a "pasear" por el bosque se alargan por horas. Clifford no se da cuenta de nada, pues se la pasa en reuniones sociales y comidas con sus socios, platicando sobre todo acerca de los levantamientos obreros recientes en las minas de la zona. Su enfermera-ayudante, la señora Bolton, se da cuenta de inmediato de que Connie regresa despeinada y con otro semblante. Oliver trata a Connie como "m'ilady", con mucho respeto, y le cuesta trabajo dejar de hacerlo aunque ya haya habido intimidad entre ambos, pues siempre ha estado muy consciente de las diferencias sociales entre ambos. Al notar signos de embarazo, Connie le propone a Clifford irse de viaje a Venecia con su hermana y contribuye a expandir en los alrededores el rumor de que están intentando tener un bebé. Hilda llega a recoger a Connie para el viaje, y es entonces cuando se entera de los amoríos de su hermana con el guardabosques. Lo desaprueba por completo, incluso habla con él al respecto, pero acepta que Connie pase la noche con él como despedida. La nueva pareja de la exesposa de Oliver visita de improviso la cabaña para tratar de obtener parte de la pensión de guerra del guardabosques, considerando que Oliver y su exmujer no se han divorciado, y termina por encontrar evidencia (ropa quemada y un libro) de que Connie estuvo allí. En la cantina del pueblo, difunde el rumor sobre el amorío entre Oliver y Connie. Cuando Clifford se entera, manda llamar a Oliver y lo despide. La señora Bolton le cuenta lo ocurrido a Connie, y Connie se apresura para encontrarse con Oliver. Después de que Connie y Oliver prometen volver a verse lo más pronto posible, ella regresa a la mansión. Confronta a Clifford y le explica que fue su frialdad y distanciamiento lo que la alejaron. Le dice que está embarazada de Oliver, pero él le responde que nunca le dará el divorcio. Connie decide irse a Londres y a Venecia con su hermana. La señora Bolton le promete a Connie que le avisará a a Oliver que ella lo está buscando, y que le enviará a ella su paradero. Cansada y aburrida después de pasar meses en Venecia, Connie regresa a Londres. Para entonces se ha esparcido el rumor, por todas partes, de que una Lady ha renunciado a su título nobiliario y a su riqueza porque está enamorada de su guardabosques. Al fin llega una carta de Oliver dirigida a Connie, que ella recibe de manos de su hermana, donde él le pide que se vean. Connie viaje casi dos mil kilómetros hacia el norte para compartir, con él, una vida sencilla en el campo.

## Reparto
- Emma Corrin como Constance "Connie" Reid, Lady Chatterley
- Jack O'Connell como Oliver Mellors[2]
- Matthew Duckett como Sir Clifford Chatterley[2]
- Joely Richardson como Mrs. Bolton[3]
- Ella Hunt como Mrs. Flint[3]
- Faye Marsay como Hilda, hermana de Connie[3]

Joely Richardson ya había aparecido como Lady Chatterley en la versión de 1993 de la BBC: la série Lady Chatterley.

## Filmación
Casi todas las escenas de la película se filmaron en la mansión y en los alrededores de Brynkinalt, Chirk, Gales del Norte, a principios del 2022.

## Crítica
En la página Rotten Tomatoes, el consenso de la crítica dice: "Posiblemente la mejor adaptación cinematográfica (hasta ahora) de este relato que se ha adaptado tantas veces, (...) con una actuación sólida y un abordaje franco y refrescante de los temas de esta historia."
En la página Filmaffinity, la película ha obtenido un puntaje de 6.2 con 380 votos.
La película introduce cambios importantes respecto a la historia original en la novela (un papel más activo de la mujer, eliminación de una aventura previa y, sobre todo, el final feliz: los amantes se reencuentran).

## Ligas externas
- IMDb
- Filmaffinity

- Datos: Q113482264